# Gouvernement de la Hongrie
Le gouvernement de la Hongrie (Magyarország Kormánya) est l'organe central du système exécutif hongrois. Il est composé de plusieurs ministres chargés des affaires du pays. Il est chargé de protéger l'ordre constitutionnel, de protéger et de préserver les droits des citoyens et de veiller à l'application des lois. Ses prérogatives sont délimitées par la Loi fondamentale de la Hongrie.

## Composition
Le gouvernement de Hongrie est constitué de ministères et d'organismes directement subordonnés.

## Gouvernements hongrois sous la Troisième République
| Gouvernements de Hongrie           | Gouvernements de Hongrie | Gouvernements de Hongrie                                               | Gouvernements de Hongrie    | Gouvernements de Hongrie            | Gouvernements de Hongrie | Gouvernements de Hongrie | Gouvernements de Hongrie |
|                                    | |                                                                        | Nom du Gouvernement         | Durée                               | Premier ministre         | Parti politique          |                          |
| ---------------------------------- | --- | ---------------------------------------------------------------------- | --------------------------- | ----------------------------------- | ------------------------ | ------------------------ | ------------------------ |
|                                    | |                                                                        | Gouvernement Németh         | 24 novembre 1988 – 23 mai 1990      | Miklós Németh (MSZP)     | MSZP                     |                          |
|                                    | |                                                                        | Gouvernement Antall         | 23 mai 1990 – 12 décembre 1993      | József Antall (MDF)      | MDF, FKgP, KDNP          |                          |
|                                    | |                                                                        | Gouvernement Boross         | 12 décembre 1993 – 12 décembre 1993 | Péter Boross (MDF)       | MDF, EKgP, KDNP          |                          |
| 12 décembre 1993 – 15 juillet 1994 | |                                                                        |                             |                                     |                          |                          |                          |
|                                    | |                                                                        | Gouvernement Horn           | 15 juillet 1994 – 6 juillet 1998    | Gyula Horn (MSZP)        | MSZP, SZDSZ              |                          |
|                                    | |                                                                        | Gouvernement Orbán I        | 6 juillet 1998 – 27 mai 2002        | Viktor Orbán (Fidesz)    | Fidesz, FKgP, MDF        |                          |
|                                    | |                                                                        | Gouvernement Medgyessy      | 27 mai 2002 – 29 septembre 2004     | Péter Medgyessy (Ind.)   | MSZP, SZDSZ              |                          |
| Gouvernement Gyurcsány I           | 29 septembre 2004 – 9 juin 2006 | Ferenc Gyurcsány (MSZP)                                                |                             |                                     |                          |                          |                          |
|                                    | |                                                                        | Gouvernement Gyurcsány II   | 9 juin 2006 – 14 avril 2009         | Ferenc Gyurcsány (MSZP)  | MSZP, SZDSZ              |                          |
|                                    | | Gouvernement Bajnai                                                    | 14 avril 2009 – 29 mai 2010 | Gordon Bajnai (Ind.)                | MSZP                     |                          |                          |
|                                    | |                                                                        | Gouvernement Orbán II       | 29 mai 2010 – 6 juin 2014           | Viktor Orbán (Fidesz)    | Fidesz, KDNP             |                          |
|                                    | |                                                                        | Gouvernement Orbán III      | 6 juin 2014 – 18 mai 2018           | Viktor Orbán (Fidesz)    | Fidesz, KDNP             |                          |
|                                    | |                                                                        | Gouvernement Orbán IV       | 18 mai 2018 – 24 mai 2022           | Viktor Orbán (Fidesz)    | Fidesz, KDNP             |                          |
|                                    | |                                                                        | Gouvernement Orbán V        | 24 mai 2022 – present               | Viktor Orbán (Fidesz)    | Fidesz, KDNP             |                          |
| Notes                              | |                                                                        |                             |                                     |                          |                          |                          |
|                                    | Traditional colours |                                                                        |                             |                                     |                          |                          |                          |
|                                    | Parti socialiste hongrois (Magyar Szocialista Párt, MSZP) |                                                                        |                             |                                     |                          |                          |                          |
|                                    | Forum démocrate hongrois (Magyar Demokrata Fórum, MDF) |                                                                        |                             |                                     |                          |                          |                          |
|                                    | Parti civique indépendant des petits propriétaires et des travailleurs agraires (Független Kisgazda-, Földmunkás- és Polgári Párt, FKgP) Parti uni des petits propriétaires (Egyesült Történelmi Kisgazda és Polgári Párt, EKgP) |                                                                        |                             |                                     |                          |                          |                          |
|                                    | | Parti populaire démocrate-chrétien (Kereszténydemokrata Néppárt, KDNP) |                             |                                     |                          |                          |                          |
|                                    | Alliance des démocrates libres (Szabad Demokraták Szövetsége, SZDSZ) |                                                                        |                             |                                     |                          |                          |                          |
|                                    | Fidesz – Hungarian Civic Alliance (Fidesz – Magyar Polgári Szövetség, Fidesz) |                                                                        |                             |                                     |                          |                          |                          |

## Gouvernement actuel
| Portefeuille                                                                                          | Titulaire | Titulaire                   | Parti  |
| --- | --------- | --------------------------- | ------ |
| Premier ministre                                                                                      |           | Viktor Orbán                | Fidesz |
| Vice-Premier ministre Chargé de la Politique nationale, des Minorités et des Affaires ecclésiastiques |           | Zsolt Semjén                | KDNP   |
| Ministre de la Culture et de l'Innovation                                                             |           | János Csák                  | Sans   |
| Ministre, directeur des services du Premier ministre                                                  |           | Gergely Gulyás              | Fidesz |
| Ministre des Travaux publics et des Investissements                                                   |           | János Lázár                 | Fidesz |
| Ministre de l'Agriculture                                                                             |           | István Nagy                 | Fidesz |
| Ministre du Développement économique                                                                  |           | Márton Nagy                 | Sans   |
| Ministre du Développement régional                                                                    |           | Tibor Navracsics            | Fidesz |
| Ministre de l'Énergie                                                                                 |           | Csaba Lantos                | Sans   |
| Ministre de l'Intérieur                                                                               |           | Sándor Pintér               | Sans   |
| Ministre, directeur de cabinet du Premier ministre                                                    |           | Antal Rogán                 | Fidesz |
| Ministre de la Défense                                                                                |           | Kristóf Szalay-Bobrovniczky | Sans   |
| Ministre des Affaires étrangères et du Commerce                                                       |           | Péter Szijjártó             | Fidesz |
| Ministre de la Justice                                                                                |           | Judit Varga                 | Fidesz |
| Ministre des Finances                                                                                 |           | Mihály Varga                | Fidesz |